# Lori de Stella
El lori de Stella (Charmosyna stellae) és una espècie d'ocell de la família dels psitàcids que habita ha estat considersda coespecífica de Charmosyna papou

## Hàbitat i distribució
Habita els boscos de Nova Guinea. Absent del nord-oest de l'illa.